# Chauliogryllacris grahami
Chauliogryllacris grahami is een rechtvleugelig insect uit de familie Gryllacrididae. De wetenschappelijke naam van deze soort is voor het eerst geldig gepubliceerd in 1990 door Rentz.